# Hellgrenska palatset
Hellgrenska palatset är ett tidigare kontors- och bostadshus beläget på Södermalm på Götgatan 68, Stockholm.

## Arkitektur och historik
Palatset uppfördes åren 1865–1866 i kvarteret Nattugglan efter ritningar av Johan Fredrik Åbom, som bostadshus för fabrikören i tobaksfabriken Wilhelm Hellgren & Co, som hade sin fabrik i samma kvarter. Kvarteret är blåmarkerat av Stockholms stadsmuseum och inventerades 1975. Åren 1943–1956 hade Tygförvaltningsskolan sin stab och kansli i huset. Sedan 1983 har Stockholms katolska stift sitt kansli på i huset. Den klassiska Stockholmskrogen Den gröne Jägaren återfinns i husets bottenvåning.
Enligt nybyggnadsritningarna från 1865 innehöll huset i sin bottenvåning kontorslokaler, en portvaktsbostad om fyra rum och kök samt köket till den stora direktionsvåningen. På första våningen låg fabrikörens privatbostad om 11 rum, som redan från början var utrustat med badrum och toalett, vilket var ovanligt vid denna tid. På våning två fanns torkvind samt en lägenhet för verkmästaren om tre rum och kök.
Huset har genomgått några ombyggnader sedan sin tillkomst. År 1914 förstorades fönstren i attikavåningen, 1918 gjordes hela bottenvåningen och första våningen om till kontor. År 1925 öppnades stora butiksfönster upp i bottenvåningen för en av restaurangkedjan Normas filialer. Där huserar idag restaurangen Den gröne Jägaren.
Huset bevarar en del ursprungliga detaljer, bland annat med ett välbevarat trapphus med golv och trappsteg av kalksten, fotlister och fyllningsdörrar. Taken i den förra bostadsvåningen på första våningen bevarar profilerade taklister, stuckaturen, bröstnings och fönstersmygspaneler.

## Ritning

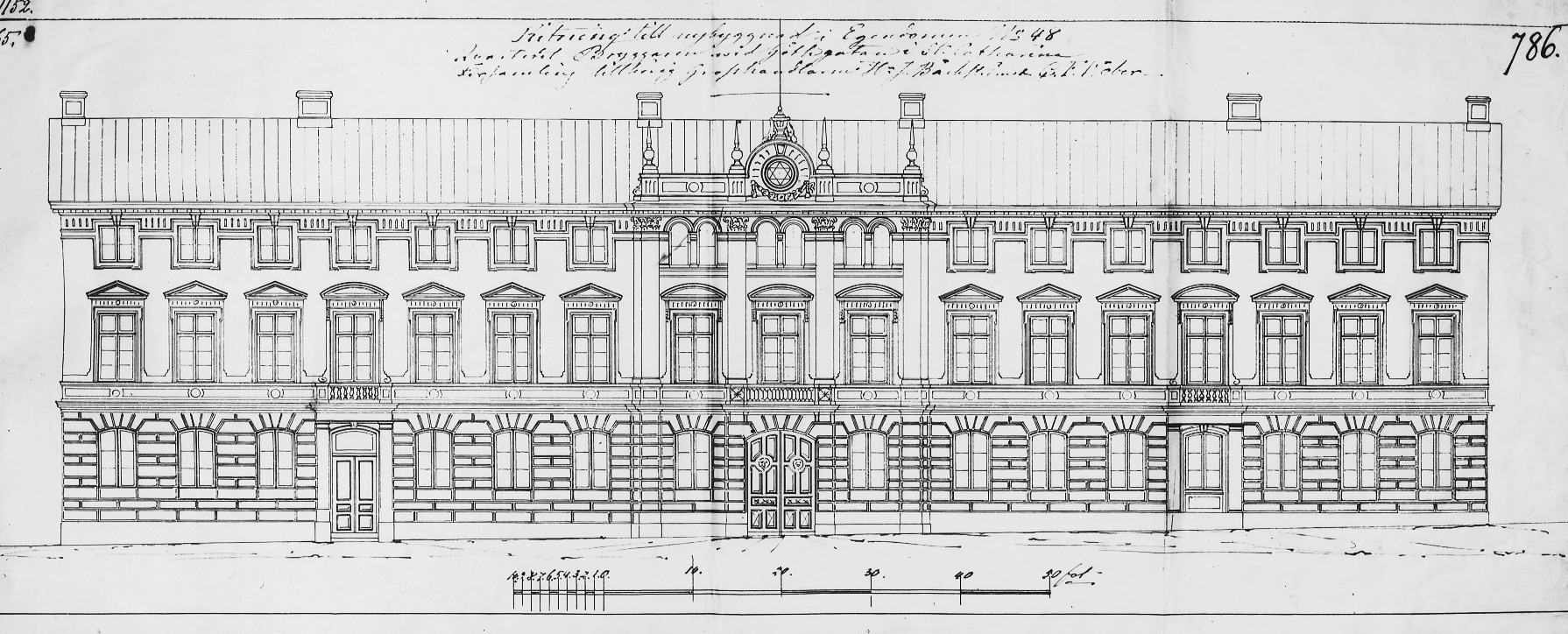
Johan Fredrik Åboms originalritning från 1865, fasad mot Götgatan.